# Монголы в Китае

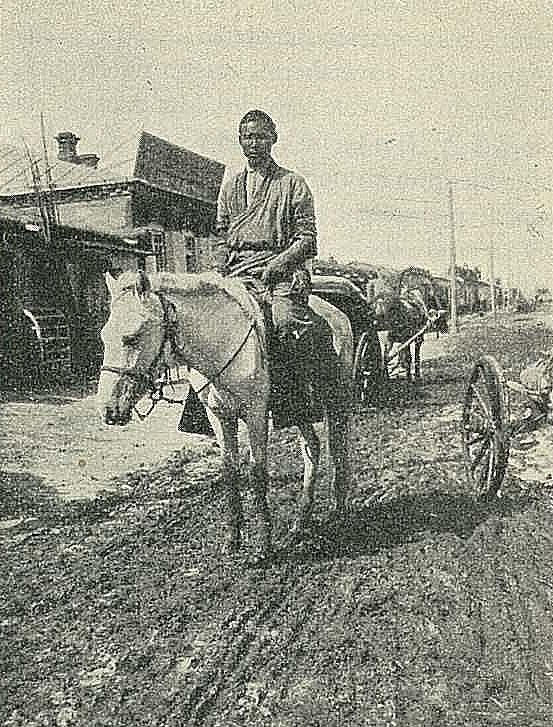
Монгольский кочевник в западной Маньчжурии (1937 г.)

Монголы Китая (кит. упр. 蒙古族, пиньинь Ménggǔzú) — этнические монголы, проживающие в Китае, коренные во входящей в его состав Внутренней Монголии. Входят в число 56 официально признаваемых этнических групп страны, всего за монгольскими народами числится 5 из 56 мест в списке. В 2000—2010 годах было отмечено замедление темпов роста монгольского населения страны. Численность монгольского населения Китая составляет (согласно переписи 2020 года) 7 503 812 человек, что более чем в 2 раза превышает численность населения собственно государства Монголия. Монголы Китая проживают главным образом в северных, северо-восточных, северо-западных и центральных районах страны. Не все этнические монголы Китая официально признаны властями как монголы. Помимо основной группы в Китае также проживают другие этнические монголы: дауры, монгоры, дунсян, баонань. Входящие в число 56 официально признанных народов Китая.

## Монгольские этносы в Китае
В Китае проживает многочисленная группа южных монголов (увэр-монголов), преимущественно проживающих на территории Внутренней Монголии. В состав увэр-монголов входят следующие этносы: авга, авганары, аоханы, асуты, арухорчины, баарины, горлосы, далаты, дарханы, джалайты, джаруты, дурбэн-хухэты, дурбэты, их-мянганы, монголжины, му-мянганы, найманы, оннигуты, ордосцы, суниты, тумэты, узумчины, ураты, ушины, хангины, харачины, хонгираты, хонхотаны, хорчины, хучиты, хэшигтэны, чахары.
Среди монголов КНР также выделяют следующие этносы: баоань, баргуты, буряты (вкл. шэнэхэнские буряты), дауры (вкл. гогули), дунсяне, канцзя, кацо, монгоры (ту), олёты, согво-ариги, сычуаньские монголы, торгуты, халха-монголы, хамниганы, хошуты, шира-югуры.
В список 56 официально признанных народов Китая входят баоань, дауры, дунсяне, монгоры (ту), шира-югуры. Канцзя включаются в состав хуэй. Остальные этносы объединяются под общим названием «монголы».

## Распределение монгольского населения по регионам Китая
- автономный район Внутренняя Монголия — 68,72 %
- провинция Ляонин — 11,52 %
- провинция Гирин — 2,96 %
- провинция Хэбэй — 2,92 %
- Синьцзян-Уйгурский автономный район — 2,58 %
- провинция Хэйлунцзян — 2,43 %
- провинция Цинхай — 1,48 %
- провинция Хэнань — 1,14 %
- остальной Китай — 5,98 %

## Монгольские автономные округа
Кроме автономного района Внутренняя Монголия, на окружном уровне существуют следующие монгольские автономные образования:
- Хайси-Монгольско-Тибетский автономный округ в провинции Цинхай
- Баянгол-Монгольский автономный округ в Синьцзян-Уйгурском автономном районе
- Боро-Тала-Монгольский автономный округ в Синьцзян-Уйгурском автономном районе

## Монгольские автономные уезды Китая

### Внутренняя Монголия
Морин-Дава-Даурский автономный хошун (莫力达瓦达斡尔族自治旗) — место проживания дауров

### Ганьсу
Дунсянский автономный уезд (东乡族自治县) — место проживания дунсян
Цзишишань-Баоань-Дунсян-Саларский автономный уезд (积石山保安族东乡族撒拉族自治县) — место проживания баонь и дунсян
Субэй-Монгольский автономный уезд (肃北蒙古族自治县)
Сунань-Югурский автономный уезд (肃南裕固族自治县) — место проживания шира-югуров

### Ляонин
Харачин-Цзои-Монгольский автономный уезд (喀喇沁左翼蒙古族自治县) — место проживания харачинов
Фусинь-Монгольский автономный уезд (阜新蒙古族自治县) — место проживания тумэтов и монголжинов

### Синьцзян-Уйгурский автономный район
Хобоксар-Монгольский автономный уезд (和布克塞尔蒙古自治县) — место проживания торгутов

### Хэбэй
Вэйчан-Маньчжурско-Монгольский автономный уезд (围场满族蒙古族自治县)

### Хэйлунцзян
Дурбэд-Монгольский автономный уезд (杜尔伯特蒙古族自治县) — место проживания дурбэтов

### Гирин
Цянь-Горлос-Монгольский автономный уезд (前郭尔罗斯蒙古族自治县) — место проживания горлосов

### Цинхай
Датун-Хуэй-Туский автономный уезд (大通回族土族自治县) — место проживания монгоров (ту)
Хэнань-Монгольский автономный уезд (河南蒙古自治县) — место проживания согво-ариги
Хучжу-Туский автономный уезд (互助土族自治县) — место проживания монгоров (ту)
Миньхэ-Хуэй-Туский автономный уезд (民和回族土族自治县) — место проживания монгоров (ту)

## Монгольские национальные посёлки Китая

### Хэйлунцзян

#### городской округЦицикар
- Мэйлисы-Даурский национальный район
  - Вонюту-Даурский национальный посёлок (卧牛吐达斡尔族镇) — место проживания дауров
- уезд Тайлай
  - Цзянцяо-Монгольский национальный посёлок[англ.] (江桥蒙古族镇)

## Монгольские национальные волости Китая

### Внутренняя Монголия

#### городской округХулун-Буир
- городской уезд Аргунь-Юци
  - сомон Мэнъу-Шивэй (蒙兀室韦苏木) — родина шивэй, хамаг-монголов, нирун-монголов
- Эвенкийский автономный хошун
  - местность Шэнэхэн — место проживания шэнэхэнских бурят
    - сомон Шинхэн-Барун (锡尼河巴润苏木)
    - сомон Шинхэн-Чжун (锡尼河准苏木)

  - Баян-Тал-Даурская национальная волость (巴彦塔拉达斡尔族乡) — место проживания дауров
- городской уезд Чжаланьтунь
  - Даурская национальная волость (达斡尔民族乡) — место проживания дауров
- хошун Арун-Ци
  - Иньхэ-Даурско-Эвенкийская национальная волость (音河达斡尔鄂温克族乡) — место проживания дауров
- Морин-Дава-Даурский автономный хошун
  - Дулар-Эвенкийская национальная волость (杜拉尔鄂温克民族乡) — место проживания дуларов (род дауров, хамниган)

### Синьцзян-Уйгурский автономный район

#### округАлтай(входит в составИли-Казахского АО)
- городской уезд Алтай
  - Ханьдэгатэ-Монгольская национальная волость (кит. 汗德尕特蒙古族乡, Hàndégǎtè Měnggǔzú xiāng)
- уезд Бурчун
  - Кумканас-Монгольская национальная волость (кит. 禾木喀纳斯蒙古族乡, Hémùkānàsī Měnggǔzú xiāng)

#### округЧугучак(входит в составИли-Казахского АО)
- городской уезд Чугучак
  - Ашилы-Даурская национальная волость (кит. 阿西尔达斡尔族乡, Āxī'ěr Dáwò'ěrzú xiāng) — место проживания дауров
- уезд Дурбульджин
  - Хоцзиэртэ-Монгольская национальная волость (кит. 霍吉尔特蒙古族乡, Huòjí'ěrtè Měnggǔzú xiāng)
  - Эмалэголэн-Монгольская национальная волость (кит. 额玛勒郭楞蒙古族乡, Émǎlèguōléng Měnggǔzú xiāng)
- уезд Усу
  - Джиргилти-Монгольская национальная волость (кит. 吉尔格勒特郭愣蒙古族乡, Jí'ěrgélètèguōlèng Měnggǔzú xiāng)
  - Таблихат-Монгольская национальная волость (кит. 塔布勒合特蒙古族乡, Tǎbùlèhétè Měnggǔzú xiāng)

#### Или-Казахский автономный округ
- уезд Монголкюре
  - Хусунтукаэрсюнь-Монгольская национальная волость (кит. 胡松图哈尔逊蒙古族乡, Húsōngtúhā'ěrxùn Měnggǔzú xiāng)
  - Чаган-Усу-Монгольская национальная волость (кит. 察汗乌苏蒙古族乡, Cháhànwūsū Měnggǔzú xiāng)
- уезд Нилки
  - Кокхоткор-Монгольская национальная волость (кит. 科克浩特浩尔蒙古族乡, Kēkèhàotèhào'ěr Měnggǔzú xiāng)
- уезд Текес
  - Хуцзиэртэ-Монгольская национальная волость (кит. 呼吉尔特蒙古族乡, Hūjí'ěrtè Měnggǔzú xiāng)

### Ганьсу

#### городской округЦзюцюань
- район Сучжоу
  - Хуаннибао-Югурская национальная волость — место проживания шира-югуров
- городской уезд Юймэнь
  - Сяоцзиньвань-Дунсянская национальная волость — место проживания дунсян

#### городской округЧжанъе
- район Ганьчжоу
  - Пиншаньху-Монгольская национальная волость
- Сунань-Югурский автономный уезд
  - Байинь-Монгольская национальная волость
- уезд Люлинь (Джоне)
  - Шаова-Туская национальная волость — место проживания монгоров (ту)

#### Линься-Хуэйский автономный округ
- уезд Гуанхэ
  - Алимату-Дунсянская национальная волость — место проживания дунсян
- уезд Линься
  - Аньгупо-Дунсянская национальная волость — место проживания дунсян
  - Цзингоу-Дунсянская национальная волость — место проживания дунсян
- уезд Хэчжэн
  - Лянгусы-Дунсянская национальная волость — место проживания дунсян

### Гирин

#### городской округБайчэн
- район Таобэй
  - Дэшунь-Монгольская национальная волость (德顺蒙古族乡)
- городской уезд Даань
  - Синьайли-Монгольская национальная волость (新艾里蒙古族乡)
- городской уезд Таонань
  - Хох-Чэли-Монгольская национальная волость (呼和车力蒙古族乡)
  - Хулиту-Монгольская национальная волость (胡力吐蒙古族乡)
- уезд Тунъюй
  - Баолавэньдоу-Монгольская национальная волость (包拉温都蒙古族乡)
  - Сянхай-Монгольская национальная волость (向海蒙古族乡)
- уезд Чжэньлай
  - Момогэ-Монгольская национальная волость (莫莫格蒙古族乡)
  - Хатуци-Монгольская национальная волость (哈吐气蒙古族乡)

#### городской округСунъюань
- уезд Фуюй
  - Саньцзюнь-Маньчжурско-Монгольско-Сибоская национальная волость (三骏满族蒙古族锡伯族乡)

#### городской округСыпин
- городской уезд Шуанляо
  - Намусы-Монгольская национальная волость (那木斯蒙古族乡)

### Гуйчжоу

#### округБицзе
- уезд Дафан
  - Фэншань-И-Монгольская национальная волость (凤山彝族蒙古族乡)

### Ляонин

#### город субпровинциального значенияШэньян
- уезд Канпин
  - Дуншэн-Маньчжурско-Монгольская национальная волость (东升满族蒙古族乡)
  - Люшутунь-Монгольско-Маньчжурская национальная волость (柳树屯蒙古族满族乡)
  - Сигуаньиунь-Маньчжурско-Монгольская национальная волость (西关屯满族蒙古族乡)
  - Шацзиньтай-Монгольско-Маньчжурская национальная волость (沙金台蒙古族满族乡)
- уезд Факу
  - Сыцзяцзы-Монгольская национальная волость (四家子蒙古族乡)

#### городской округФусинь
- уезд Чжанъу
  - Вэйцзыгоу-Монгольская национальная волость (苇子沟蒙古族乡)
  - Далэн-Монгольская национальная волость (大冷蒙古族乡)
  - Силюцзяцзы-Монгольско-Маньчжурская национальная волость (西六家子蒙古族满族乡)
  - Эрдаохэцзы-Монгольская национальная волость (二道河子蒙古族乡)

#### городской округХулудао
- уезд Цзяньчан
  - Эрдаованьцзы-Монгольская национальная волость (二道湾子蒙古族乡)

#### городской округЧаоян
- городской уезд Бэйпяо
  - Ляншуйхэ-Монгольская национальная волость (凉水河蒙古族乡)
  - Маюин-Монгольская национальная волость (马友营蒙古族乡)
- городской уезд Линъюань
  - Саньцзяцзы-Монгольская национальная волость (三家子蒙古族乡)
- уезд Цзяньпин
  - Саньцзя-Монгольская национальная волость (三家蒙古族乡)
- уезд Чаоян
  - Сунлинмэнь-Монгольская национальная волость (松岭门蒙古族乡)
  - Уланьхэшо-Монгольская национальная волость (乌兰河硕蒙古族乡)

### Сычуань

#### Ляншань-Ийский автономный округ
- уезд Яньюань
  - Дапо-Монгольская национальная волость (大坡蒙古族乡) — место проживания сычуаньских монголов (мэнгуцзу)
- Мули-Тибетский автономный уезд
  - Сянцзяо-Монгольская национальная волость (项脚蒙古族乡) — место проживания сычуаньских монголов (мэнгуцзу)
  - Уцзяо-Монгольская национальная волость (屋脚蒙古族乡) — место проживания сычуаньских монголов (мэнгуцзу)

### Хэбэй

#### городской округЧэндэ
- уезд Лунхуа
  - Бадаин-Монгольская национальная волость (八达营蒙古族乡)
  - Байхугоу-Маньчжурско-Монгольская национальная волость (白虎沟满族蒙古族乡)
  - Мяоцзыгоу-Монгольско-Маньчжурская национальная волость (庙子沟蒙古族满族乡)
  - Сиачао-Маньчжурско-Монгольская национальная волость (西阿超满族蒙古族乡)
- уезд Пинцюань
  - Маоланьгоу-Маньчжурско-Монгольская национальная волость (茅兰沟满族蒙古族乡)
  - Мэнхэусу-Монгольская национальная волость (蒙和乌苏蒙古族乡)
  - Пинфан-Маньчжурско-Монгольская национальная волость (平房满族蒙古族乡)
- Фэннин-Маньчжурский автономный уезд
  - Наньгуань-Монгольская национальная волость (南关蒙古族乡)

### Хэйлунцзян

#### городской округДацин
- уезд Чжаоюань
  - Ишунь-Монгольская национальная волость (义顺蒙古族乡)
  - Хаодэ-Монгольская национальная волость (浩德蒙古族乡)
  - Чаодэн-Монгольская национальная волость (超等蒙古族乡)

#### городской округХэйхэ
- район Айгунь
  - Куньхэ-Даурско-Маньчжурская национальная волость (坤河达斡尔族满族乡) — место проживания дауров

#### городской округЦицикар
- Мэйлисы-Даурский национальный район
  - Мангэту-Даурская национальная волость (莽格吐达斡尔族乡) — место проживания дауров
- район Фулаэрцзи (Хулан-Эрги)
  - Дуэрмэньцинь-Даурская национальная волость (杜尔门沁达斡尔族乡) — место проживания дауров
- уезд Тайлай
  - Нинцзян-Монгольская национальная волость (宁姜蒙古族乡)
  - Шэнли-Монгольская национальная волость (胜利蒙古族乡)
- уезд Фуюй
  - Таха-Маньчжурско-Даурская национальная волость (塔哈满族达斡尔族乡) — место проживания дауров
  - Юи-Даурско-Маньчжурско-Киргизская национальная волость (友谊达斡尔族满族柯尔克孜族乡) — место проживания дауров

### Цинхай

#### округХайдун
- уезд Лэду
  - Дала-Туская национальная волость (达拉土族乡) — место проживания монгоров (ту)

#### Хайбэй-Тибетский автономный округ
- уезд Хайянь (Саньцзяочэн)
  - Даюй-Монгольская национальная волость (达玉蒙古族乡)
  - Халэцзин-Монгольская национальная волость (哈勒景蒙古族乡)
- Мэньюань-Хуэйский автономный уезд
  - Хуанчэн-Монгольская национальная волость (皇城蒙古族乡)

### Юньнань

#### городской округЮйси
- уезд Тунхай
  - Синмэн-Монгольская национальная волость (兴蒙蒙古族乡) — место проживания кацо (юньнаньских монголов)

### город центрального подчиненияПекин
- уезд Миюнь
  - Таньин-Маньчжурско-Монгольская национальная волость (檀营满族蒙古族乡)

## Динамика численности монголов в Китае (по данным всекитайских переписей населения)
Внизу отмечена численность лишь официально признанных властями КНР монголов. Без учёта других монгольских этнических групп: дауров, монгоров, дунсян и баонань.
- 1953 год — 1451,03 тыс. чел.[2]
- 1964 год — 1965,76 тыс. чел.[2]
- 1982 год — 3411,36 тыс. чел.[2]
- 1990 год — 4802,40 тыс. чел.[2]
- 2000 год — 5813,94 тыс. чел.[2]
- 2010 год — 5981,84 тыс. чел.[2]